# Eric Burdon
Eric Burdon (teljes nevén Eric Victor Burdon) (Newcastle, 1941. május 11. –) angol zenész, rockénekes.

## Életpályája

### The Animals
Eric Victor Burdon leginkább az Animals együttes alapító tagjaként és énekeseként ismert. Az együttes legismertebb dala House of the Rising Sun, de ezen kívül több slágerük is volt - Don't let me be misunderstood, We gotta get out of this place (2011-től Grammy-díjas dal), It's my life, Don't bring me down, és sok más is.

### War
Később a War nevű funk-rock zenekarhoz csatlakozott. Rövid együttműködésük alatt óriási sikereket és hatást értek el, olyan dalokkal, mint pl. Tobacco Road, Spill the Wine. A "Rolling Stone" magazin "A valaha volt legjobb énekesek" (100 Greatest Singers of All Time) listáján az 57. helyezést érte el.

## Stúdióalbumai
| Megjelenés dátuma | Album címe             | U.S. | CAN | Lemezeladás | Kiadó        |
| 1974              | Sun Secrets            | 51   | 84  |             | Capitol      |
| 1975              | Stop                   | 171  | 85  |             | Capitol      |
| 1977              | Survivor               |      |     |             | Polydor      |
| 1982              | Comeback               |      |     |             | Line Records |
| 1988              | I Used To Be An Animal |      |     |             | Epic Records |
| 2004              | My Secret Life         |      |     |             | SPV          |
| 2005              | Athens Traffic Live    |      |     |             | SPV          |
| 2006              | Soul Of A Man          |      |     |             | SPV          |

## Filmjei
| - 1964: Get Yourself a College Girl - 1964: Whole Lotta Shakin' - 1965: Pop Gear - 1965: The Dangerous Christmas of Red Riding Hood - 1967: World of the Animals - 1967: The War (short) - 1967: It's a Bikini World - 1967: Tonite Let’s All Make Love in London - 1968: All My Loving - 1968: Monterey Pop - 1973: Mirage (never filmed) - 1975: Hu-Man (French) - 1979: 11th Victim | - 1980: Gibbi (West German) - 1982: Comeback - 1991: The Doors - 1999: Snow on New Year's Eve - 2001: Plaster Caster - 2001: Screamin' Jay Hawkins: I Put a Spell on Me - 2003: Fabulous Shiksa in Distress - 2003: Yes, You Can Go Home - 2007: The Blue Hour - 2008: Nowhere Now: The Ballad of Joshua Tree - 2010: Remembering Nigel |